# 청송 고등학교 교사 여학생과의 성관계 사건
청송군에 위치한 고등학교 교사 여학생과의 성관계 사건은 경상북도 청송군의 고등학교 교사가 여학생과 2013년 1월부터 3월까지 성교를 가진 후  여학생이 임신을 해서 인공임신중절시킨 사건이다.

## 사건 개요
청송군에 위치한 현서고등학교 교사 최 모씨(만 47세)는 여학생(만 18세)과 만남을 가져오며 2013년 1월부터 드라이브를 하면서 성교를 했으며 3월까지 몇 차례 성교를 가졌다. 이후 여학생은 최 교사의 아이를 임신하게 되었고, 2013년 4월 하순 영천의 병원에서 인공임신중절 수술을 받게 되었다. 이 사실을 알게 된 여학생의 학부모는 엄청난 충격받았으며 화도 많이 났고 해당 사실을 학교 교장에게 알렸으며, 교장은 3월 경 경찰에 진상 조사를 의뢰하였다. 경찰은 4월 23일 사실을 경상북도교육청에 통보했으며 교육청은 직위해제 후 진상조사를 벌여 최 교사는 6월 20일 파면되었다. 이후 4월 여학생의 아버지는 최 교사를 강간 혐의로 경찰에 고소하였으며 경찰은 아동청소년성보호에관한법률위반 등의 혐의로 5월 14일 구속영장을 신청했으나 기각되었고, 불구속 상태에서 재판을 받게 되었다.
한편 7월 22일 오전 4시 10분경 자녀 문제로 고민하던 여학생의 아버지 김 모(만 44세)는 자신의 주택에서 제초제를 마시고 구토하며 쓰러진 상태에서 부인에게 발견되어 병원으로 옮겨졌으나, 결국 오후 1시쯤 사망하였다.
이후 최 교사는 2012년 6월부터 2013년 4월까지 3회에 걸쳐 성추행을 하고 11회에 걸쳐 강간한 혐의로 기소됐다. 1심 재판부는 최 교사에게 징역 6년을 선고하였고, 2015년 6월 14일 2심 대구고등법원 제1형사부의 이범균 부장판사는 징역 5년 선고와 80시간의 성폭력 치료프로그램 이수를 명령했다. 교사는 합의를 전제로 성관계를 했다고 주장했으나 1·2심 재판부 모두 이를 받아들이지 않았다.